# Raquel Schwartz
Raquel Schwartz (La Paz, 1963) es una artista plástica y ceramista boliviana. También desempeña labores de gestora cultural.

## Trayectoria profesional
Schwartz realizó estudios de diseño gráfico en la Wizo School of design de Haifa, Israel, y luego siguió cursos de cerámica en la Universidad de California en Santa Bárbara, Estados Unidos. 
Su obra se expuso en Bolivia y otros países como Perú, Chile, Brasil, Argentina, Paraguay, Colombia, Venezuela, México, Estados Unidos, Trinidad y Tobago, Italia, Suiza, Corea y Rusia.
Desde 1989, es directora de Kiosko Galería, espacio de arte contemporáneo creado en la ciudad de Santa Cruz de la Sierra.

## Obras
Schwatz ha realizado numerosas obras de arte visual e instalación, entre ellas:
- Reflejo irreversible, Instalación, La Paz, 2007,[7] instalación de un espejo gigante en la Plaza del Estudiante, en el centro de la ciudad de La Paz.

## Premios y distinciones
- Premio Único en cerámica artística en la X Bienal de Arte, 1995.
- Mención Única en cerámica artística del Salón Murillo, 1996.
- Gran Premio en el Concurso “Hombre-Naturaleza”, Fundación Puerta Abierta en Santa Cruz 1997
- Mención de Honor en la XI Bienal de Artes Plásticas en Santa Cruz 1997
- Primer Premio en Técnicas no Tradicionales, Primer Salón Internacional de Arte SIART, La Paz 1999
- Mención de Honor en el XXVIII Salón de Artes Plásticas, Cochabamba 2000
- Mención de Honor, II CONART, Cochabamba  2004
- Primer Premio, XV Bienal Internacional  de Arte, Santa Cruz,  Bolivia